# HMS York (90)
HMS York (90) là một tàu tuần dương hạng nặng của Hải quân Hoàng gia Anh Quốc, là chiếc dẫn đầu của lớp York. Nó đã phục vụ trong Chiến tranh Thế giới thứ hai tại các mặt trận Đại Tây Dương và Địa Trung Hải. York bị xuồng máy tấn công của Hải quân Ý đánh đắm trong vịnh Suda tại đảo Crete vào tháng 3 năm 1941.

## Thiết kế và chế tạo
York là chiếc dẫn đầu của một lớp tàu tuần dương dự tính sẽ có năm chiếc, được chế tạo theo một thiết kế được cải tiến từ lớp County trước đó, được thiết kế lại để có thể chế tạo rẻ hơn những chiếc trước đó. Nó có thể phân biệt ở dáng vẽ bên ngoài so với con tàu chị em Exeter, khi chiếc sau có ống khói và cột ăn-ten thẳng đứng, trong khi trên chiếc York có dáng nghiêng. Thêm vào đó, York có thiết kế cầu tàu theo kiểu truyền thống hơn tương tự như của lớp County, trong khi của Exeter được thiết kế hiện đại hơn, sau này được thấy trên các lớp Leander và Arethusa.
York được đặt lườn tại hãng đóng tàu Palmers Shipbuilding and Iron Company ở Jarrow vào ngày 18 tháng 5 năm 1927, được hạ thủy vào ngày 17 tháng 7 năm 1928 và hoàn tất vào ngày 1 tháng 5 năm 1930.

## Lịch sử hoạt động

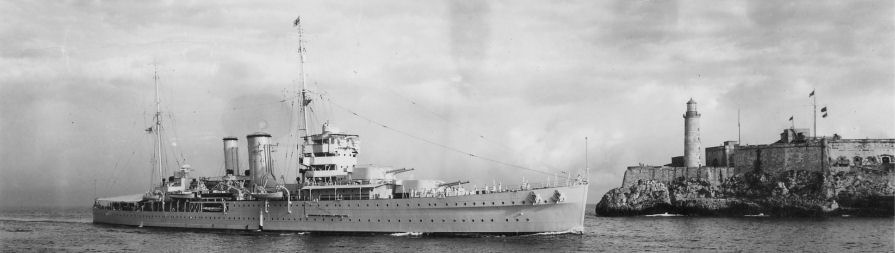
HMS York đi vào cảng La Habana, tháng 1 năm 1938

Khi được đưa vào hoạt động, York phục vụ cùng với Hải đội Tuần dương 8 tại Bắc Mỹ và West Indies Station, tại Địa Trung Hải vào năm 1935 và 1936, và tại America Station cho đến khi Chiến tranh Thế giới thứ hai nổ ra vào tháng 9 năm 1939.
Vào tháng 10 năm 1939, York được điều về "Lực lượng F" tại Halifax, Nova Scotia thuộc Canada, nhận nhiệm vụ truy tìm các tàu cướp tàu buôn đối phương và hộ tống các đoàn tàu vận tải. Đến ngày 3 tháng 3 năm 1940, nó ngăn chặn chiếc tàu biển chở hành khách Đức Arucas ngoài khơi bờ biển Đông Nam Iceland. Chiếc tàu Đức bị chính thủy thủ đoàn đánh chìm trước khi bị chiếm.
Vào tháng 4 năm 1940, York nằm trong thành phần Hạm đội Nhà phục vụ trong chiến dịch Na Uy. Nó đã được sử dụng trong việc triệt thoái binh lính Anh và Pháp khỏi Namsos cùng với HMS Devonshire, tàu tuần dương Pháp Montcalm và ba tàu vận tải Pháp. Đến tháng 8 năm 1940 York được điều về Hạm đội Địa Trung Hải, gia nhập Hải đội Tuần dương 3 tại Alexandria.
Vào tháng 10 năm 1940, York đã tham gia hoạt động trong Trận chiến mũi Passero. Trong khi hộ tống một đoàn tàu vận tải, trên chuyến quay trở về, Hạm đội Địa Trung Hải bị một máy bay Italy phát hiện. Hải quân Ý tìm cách đánh chặn chúng trong biển Ionian. Trong đêm 11-12 tháng 10 năm, ngoài khơi mũi Passero, hải đội tàu phóng ngư lôi Italy thứ nhất với Airone, Alcione và Ariel đã tấn công tàu tuần dương HMS Ajax. Cuộc tấn công bị thất bại, và Ajax đã đánh chìm Airone và Ariel trong khi Alcione thoát được. Không lâu sau đó Hải đội Khu trục 11 Italy, gồm có Artigliere, Aviere, Camicia Nera và Geniere đi đến chiến trường, và bị bất ngờ bởi hỏa lực pháo điều khiển bằng radar của HMS Ajax. Artigliere bị hư hại nặng và Aviere bị hư hại nhẹ. Camicia Nere tìm cách kéo chiếc Artigliere rút lui nhưng bị một máy bay trinh sát Anh Sunderland nhìn thấy, và dẫn đường cho ba máy bay ném bom-ngư lôi Swordfish từ tàu sân bay HMS Illustrious tấn công. Các quả ngư lôi trượt khỏi các con tàu Ý. Sau đó HMS York xuất hiện. Camicia Nera nhanh chóng cắt bỏ dây kéo và thoát đi. York đã đánh chìm Artigliere sau khi thủy thủ đoàn của nó đã bỏ tàu.

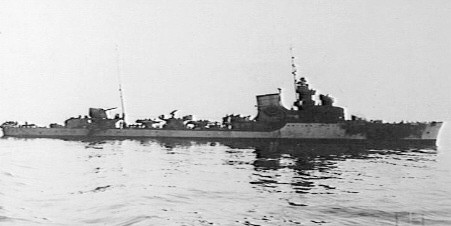
Tàu khu trục Ý Artigliere nhìn bên mạn phải, bị tàu tuần dương HMS Ajax đánh hỏng nặng vào ngày 12 tháng 10 năm 1940. Artigliere bị York đánh chìm sáng hôm sau.

## Bị mất
Vào tháng 1 năm 1941 York gia nhập "Lực lượng D" đặt căn cứ tại vịnh Suda tại đảo Crete để hoạt động tại khu vực Đông Địa Trung Hải. York bị đánh chìm trong vịnh Suda bởi hai chiếc xuồng máy tấn công (MTM) Ý thuộc hải đội MAS vào ngày 26 tháng 3 năm 1941. Sáu xuồng máy tấn công được tung ra từ các tàu khu trục Crispi và Sella đã xâm nhập vào trong bên cảng, nhắm vào ba mục tiêu theo từng cặp: York, tàu chở dầu Pericles và một chiếc khác cùng đang thả neo tại đây. Ba chiếc xuồng máy tấn công gặp trục trặc về cơ khí hoặc con người, do điều kiện nhiệt độ khắc nghiệt, nhưng ba chiếc còn lại đã tấn công các mục tiêu.
Chiếc xuồng máy tấn công do Đại úy Luigi Faggioni điều khiển, mang theo 300 kg (667 lb) chất nổ, đã đâm trúng York phía giữa tàu, làm ngập nước cả hai phòng nồi hơi và một phòng động cơ, khiến nó bị chìm xuống đáy cảng ở vùng nước nông và làm thiệt mạng hai thành viên thủy thủ đoàn. Tàu ngầm Anh HMS Rover được cho tách ra từ Alexandria để đến hỗ trợ cấp điện cho nó, nhưng vào ngày 24 tháng 4 chiếc tàu ngầm bị hư hại nặng bởi một cuộc không kích, nên người ta từ bỏ mọi nỗ lực nhằm trục vớt con tàu. York bị phá hủy bởi thuốc nổ vào ngày 22 tháng 5 năm 1941. Một số vũ khí của nó được tháo dỡ để bố trí chung quanh Crete nhằm phòng thủ hòn đảo. Sau chiến tranh, xác tàu đắm của York được cho kéo đến Bari và được tháo dỡ vào năm 1952.